# PKS Berlin
PKS Berlin następnie PKS Zryw Berlin (pełna nazwa Polski Klub Sportowy Berlin) – klub sportowy mniejszości polskiej,  założony w 1911 roku w Berlinie. W 1951 włączony do BSG Empor Berlin.

## Historia
Klub został założony w 1911 r. Założycielem i wieloletnim prezesem był Stanisław Kaczmarek. PKS został rozwiązany przez władze niemieckie w 1939 r. W 1948 r. klub reaktywowano w Berlinie Wschodnim. W 1951 r. klub zmienił nazwę na PKS Zryw Berlin. W sezonie 1950/1951 występował w 3. lidze NRD-owskiej Landesliga Berlin-Ost. W 1951 r. został połączony z BSG Handelsorganisation Berlin w BSG Empor Berlin.